# Aloysia macrostachya
Aloysia macrostachya är en verbenaväxtart som först beskrevs av John Torrey, och fick sitt nu gällande namn av Harold Norman Moldenke. Aloysia macrostachya ingår i släktet Aloysia och familjen verbenaväxter. Inga underarter finns listade i Catalogue of Life.